# Apeadero de Amorim
El Apeadero de Amorim, originalmente denominado Estación de Amorim, fue una plataforma ferroviaria de la Línea de Porto a Póvoa y Famalicão, que servía a la localidad de Amorim, en el ayuntamiento de Póvoa de Varzim, en Portugal.

## Historia
Este apeadero se encontraba en el tramo entre Póvoa de Varzim y Fontainhas, que entró en servicio el 7 de agosto de 1878.
En 1913, poseía la categoría de estación.